# Hemidactylus laevis
Hemidactylus laevis este o specie de șopârle din genul Hemidactylus, familia Gekkonidae, descrisă de Boulenger 1901. Conform Catalogue of Life specia Hemidactylus laevis nu are subspecii cunoscute.